# Chicago (musical)
Chicago è un musical statunitense portato al debutto a Broadway del 1975. Diretto da Bob Fosse, con musiche di John Kander e testi di Fred Ebb (già autori di Cabaret), ebbe come sue prime interpreti Gwen Verdon (per un certo periodo sostituita da Liza Minnelli) e Chita Rivera.
Al suo esordio a Broadway lo spettacolo ebbe solo un modesto successo. Il revival degli anni '90 invece divenne uno degli spettacoli di maggior successo di Broadway ed è il musical americano dal più alto numero di repliche che sia mai stato rappresentato sia a Londra che a Broadway.
Nel 2002 il regista Rob Marshall ne ha tratto un film omonimo che vinse sei premi Oscar, fra cui quello per il miglior film.

## Trama

### Atto I
Chicago, anni 1920. La star del vaudeville Velma Kelly uccide la sorella Veronica ed il marito Charlie dopo averli trovati a letto insieme ed introduce lo spettatore allo spettacolo (All That Jazz). Anche la ballerina di fila Roxie Hart viene arrestata per aver ucciso l'amante fedifrago Fred Casely, assiduo frequentatore del night club in cui lei e Velma si esibivano.
Roxie convince il marito, l'ingenuo Amos, a dichiarare alla polizia che l'uomo ucciso fosse un ladro, ed il marito acconsente. Roxie è felice per la remissività del marito (Funny Honey), ma quando la polizia dice ad Amos il nome della vittima, l'uomo si accorge che era colui che gli aveva venduto i mobili e capisce che la moglie aveva una relazione con lui. La verità viene a galla e Roxie viene arrestata e spedita alla Cook County Jail. In questo carcere Roxie incontra Velma e altre assassine (Cell Block Tango). Il loro braccio è sorvegliato da una guardia corrotta, Mama Matron, che fa favori alla detenute in cambio di denaro (When You're Good to Mama). Mama è riuscita, grazie ai suoi agganci esterni, a far finire su tutti i giornali Velma Kelly, su richiesta della stessa che, anche in carcere, vuole essere famosa; inoltre è riuscita a procurarle un nuovo agente.
Velma comincia a nutrire un odio profondo nei confronti di Roxie, che non solo le ha rubato le prime pagine dei giornali, ma anche l'avvocato, Bill Flynn. La donna, infatti, era riuscita a convincere il marito a pagare l'esorbitante parcella di Flynn per averlo come avvocato (A Tap Dance). Atteso dalle sue ammiratrici, Flynn fa il suo ingresso in scena, accompagnato da un coro di detenute (All I Care About is Love). Quest'ultimo prende in mano il caso di Roxie e si reinventa la sua vita precedente per renderla più simpatica agli occhi della stampa e in particolar modo della giornalista Mary Sunshine (A Little Bit of Good). La conferenza stampa di Roxie diventa un numero di ventriloquismo, nel quale l'avvocato manovra la propria cliente quasi come una marionetta (We Both Reached for the Gun).
Roxie diventa il nuovo scoop di Chicago e, forte della nuova popolarità, comincia a pianificare la sua vita da star una volte uscita dal carcere (Roxie). Mentre la popolarità di Roxie cresce, quella di Velma diminuisce radicalmente, tanto che la donna, in un atto di disperazione, cerca di convincere la nuova arrivata ad unirsi allo show che prima faceva con la sorella (I Can't Do It Alone), ma Roxie rifiuta. Entrambe, ciascuna per proprio conto, si rendono conto di poter contare solo su se stesse e su nessun altro (My Own Best Friend); Roxie, per diventare ancora più popolare, finge di essere incinta.

### Atto II
Velma racconta al pubblico del nuovo e straordinario successo di Roxie, presunta gestante (Me and My Baby). Vincendo la propria timidezza, Amos annuncia fiero di essere il padre, ma nessuno gli presta attenzione (Mr. Cellophane). Velma mostra a Bill i trucchi che vorrebbe mettere in atto durante il processo per conquistare la giuria (When Velma Takes The Stand). Roxie intanto, inorgoglitasi, licenzia Flynn, dichiarando di essere una star e di non volere che un avvocato le rubi la scena. Tuttavia, Roxie lo richiama a sé quando scopre che una sua amica rinchiusa nel carcere è stata condannata a morte per omicidio.
Il giorno del processo è arrivato e Bill calma Roxie spiegandole che tutto il mondo è un grande circo e per riuscire deve solo stupire la giuria (Razzle Dazzle); durante il processo Roxie mette in atto tutte le strategie di Velma, con grande costernazione di questa e di Mama (Class). Come promesso, Bill riesce a far assolvere Roxie, ma un nuovo e clamoroso crimine ruba la scena alla protagonista: l'effimera celebrità di Roxie è finita. Anche Bill se ne va e l'unico a restare con lei è Amos, ma quando questi scopre che la moglie non è veramente incinta, la lascia definitivamente. Roxie esprime la sua delusione (Nowadays) e si unisce a Velma in nuovo spettacolo di varietà (Hot Honey Rag), che diventa straordinariamente popolare. Le due protagoniste ballano insieme finché a loro si unisce anche tutto il resto della compagnia (Finale).

## Personaggi
| Personaggio          | registro vocale     | Descrizione |
| Roxanne “Roxie” Hart | Mezzosoprano        | Giovane ed ingenua ballerina di fila che uccide l'amante fedifrago e bugiardo. Il suo più grande desiderio è sfondare nel mondo del vaudeville.                                                                             |
| Velma Kelly          | Contralto           | Star del vaudeville finita in carcere per aver ucciso il marito Charlie e la sorella Veronica dopo averli beccati a letto insieme. Nel processo è rappresentata da Bill Flynn; prova un grande astio nei confronti di Roxie |
| William “Bill” Flynn | Baritono            | L'avvocato di Roxie e Velma. Uomo carismatico, Bill riesce a far risultare simpatici e popolari i propri clienti alla stampa e a conquistarsi la giuria.                                                                    |
| Amos Hart            | Baritono            | Ingenuo marito di Roxie a cui nessuno presta attenzione; passa gran parte dello spettacolo a tentare inutilmente di attirare l'attenzione della moglie o di chiunque altro. Bill lo chiama sempre Andy.                     |
| Matron “Mama” Morton | Contralto           | Corrotta guardia della Cook County Jail, pronta a far favori alle detenute in cambio di denaro. |
| Mary Sunshine        | en travesti/soprano | Giornalista che segue i casi di Velma Kelly e Roxie Hart. In molte produzioni è interpretata da un uomo. |

## Numeri musicali
Primo Atto
- Overture-Orchestra
- "All That Jazz" - Velma Kelly e la compagnia
- "Funny Honey" - Roxie Hart, Amos Hart ed il Sergente Fogarty
- "When You're Good to Mama" - Matron "Mama" Morton
- "Cell Block Tango" - Velma e le assassine
- "All I Care About" - Billy Flynn e le ragazze
- "A Little Bit of Good" - Mary Sunshine
- "We Both Reached for the Gun" - Billy, Roxie, Mary ed i giornalisti
- "Roxie" - Roxie e i ragazzi
- "I Can't Do It Alone" - Velma
- "My Own Best Friend" - Roxie e Velma

Secondo Atto
- Entr'acte-Orchestra
- "I Know a Girl"- Velma
- "Me and My Baby" - Roxie e la compagnia
- "Mr. Cellophane" - Amos
- "When Velma Takes the Stand" - Velma e i ragazzi
- "Razzle Dazzle" - Billy e la compagnia
- "Class" - Velma e Mama Morton
- "Nowadays" - Velma e Roxie
- "Hot Honey Rag" - Velma e Roxie
- "Finale" - Compagnia

## Cast
|                      | Broadway, 1975    | Sostituzioni notevoli       | Londra, 1979  | Broadway, 1996 | Sostituzioni notevoli | Londra, 1997     | Sostituzioni notevoli | Italia, 2004          | Londra, 2018       | Italia, 2023              |
| -------------------- | ----------------- | --------------------------- | ------------- | -------------- | --- | ---------------- | --- | --------------------- | ------------------ | ------------------------- |
| Velma Kelly          | Chita Rivera      | Lenora Nemetz               | Jenny Logan   | Bebe Neuwirth  | Ute Lemper, Leigh Zimmerman, Ruthie Henshall, Caroline O'Connor, Vicki Lewis, Valarie Pettiford, Deidre Goodwin, Pia Douwes, Sharon Lawrence, Jasmine Guy, Amra-Faye Wright | Ute Lemper       | Ruthie Henshall, Nicola Hughes, Leigh Zimmerman, Rachel McDowall, Anita Louise Combe, Anna Jane Casey, Pia Douwes, Amra-Faye Wright | Lorenza Mario         | Josefina Gabrielle | Stefania Rocca            |
| Roxie Hart           | Gwen Verdon       | Liza Minnelli, Ann Reinking | Antonia Ellis | Ann Reinking   | Karen Ziemba, Bebe Neuwirth, Charlotte d'Amboise, Sandy Duncan, Melanie Griffith, Ruthie Henshall, Anne Horak Gallagher, Christie Brinkley, America Ferrera, Lisa Rinna, Brooke Shields, Bianca Marroquín, Gretchen Mol, Rita Wilson, Michelle Williams, Ashlee Simpson, Marilu Henner, Amy Spanger, Nicole Richie, Nana Visitor, Rumer Willis, Brandy Norwood, Bittersweet World, Mel B, Denise van Outen, Robin Givens, Melora Hardin, Bonnie Langford, Kara DioGuardi, Jennifer Nettles, Angelica Ross | Ruthie Henshall  | Maria Friedman, Frances Ruffelle, Brooke Shields, Chita Rivera, Anita Louise Combe, Michelle Williams, Ashlee Simpson, Christie Brinkley, Jill Halfpenny, Sally Ann Triplett, Birgitte Hjort Sørensen, Bonnie Langford, Linzi Hateley, Josefina Gabrielle, Sarah Soetaert, Denise van Outen, Tina Arena, Jennifer Ellison | Maria Laura Baccarini | Sarah Soetaert     | Giulia Sol                |
| Billy Flynn          | Jerry Orbach      | Jerry Orbach                | Ben Cross     | James Naughton | Adam Pascal, Norm Lewis, Taye Diggs, Ron Raines, Robert Urich, Pasquale Aleardi, Michael C. Hall, Stephen Bogardus, Alexander Gemignani, Billy Ray Cyrus, Billy Zane, Obba Babatundé, John Dossett, Paul Alexander Nolan, Harry Hamlin, Maxwell Caulfield, Patrick Swayze, George Hamilton, Jason Danieley, Michael Berresse, Tom Wopat, Jaime Camil, Chuck Cooper, Jeff McCarthy, Colman Domingo, Brent Barrett, Kevin Richardson, Tony Hadley, Ryūichi Kawamura, Brian McKnight, Usher, Christopher Fitzgerald, Joey Lawrence, Rolf Saxon, Huey Lewis, Eddie George, Cuba Gooding Jr., John O'Hurley, Christopher Sieber, Ryan Silverman, Sebastián Yatra, Tony Yazbeck, Paulo Szot, Brandon Victor Dixon | Henry Goodman    | Tony Hadley, John Barrowman, Luca Barbareschi, Robin Cousins, David Hasselhoff, Raza Jaffrey, David Bedella, Jerry Springer, Duncan James, Rolf Saxon, Kevin Richardson, Luca Barbareschi | Luca Barbareschi      | Cuba Gooding Jr.   | Brian Boccuni             |
| Amos Hart            | Barney Martin     | Rex Everhart                | Don Fellows   | Joel Grey      | Kevin Chamberlin, Isaac Mizrahi, Vincent Pastore, Ernie Sabella, Paul Vogt, Christopher Fitzgerald | Nigel Planer     | Paul Baker, Les Dennis, Barry James, Clive Rowe | Pierpaolo Lopatriello | Raymond Bokhour    | Cristian Ruiz             |
| Matron "Mama" Morton | Mary McCarty      | Alaina Reed                 | Hope Jackman  | Marcia Lewis   | Adriane Lenox, Bebe Neuwirth, Jennifer Holliday, Alix Korey, Aida Turturro, Michele Pawk, Debra Monk, Lillias White, Roz Ryan, Sofía Vergara, Chandra Wilson, Mary Testa, Terri White, Debbie Shapiro Gravitte, Camille Saviola, B.J. Crosby, Carol Woods, Angie Stone, Kandi Burruss, Valerie Simpson, Cady Huffman, Sofía Vergara | Meg Johnson      | Gaby Roslin, Anita Dobson, Kelly Osbourne, Sharon D. Clarke, Alison Moyet, Lynda Carter, Claudia Shear | Silvia Querci         | Ruthie Henshall    | Chiara Noschese           |
| Miss Mary Sunshine   | Michael O'Haughey |                             | J.P. Webster  |                | David Sabella-Mills | Charles Shirvell | Ernesto Tomasini | Manuel Mensà          |                    | Luca Giacomelli Ferrarini |

## Incisioni discografiche
Sono state registrate numerose incisioni discografiche del musical Chicago:
- 1975: Cast originale di Broadway[2]
- 1980: Cast originale australiano[3]
- 1996: Cast originale del revival di Broadway[4]
- 1998: Cast originale di Londra[5]
- 1997: Cast originale tedesco (con Anna Montanaro)
- 1999: Cast del tour tedesco registrato live (con Pia Douwes)

L'incisione tedesca live del 1999 è l'unica ad avere sia il finale del primo atto sia "I Can't Do It Alone (reprise)"; le altre incisioni hanno solo la prima o solo la seconda.

## Riconoscimenti

### Broadway
Drama Desk Award
- Miglior Attore in un musical: Jerry Orbach (Nominato)
- Migliori luci: Jules Fisher (Vinto)

Tony Awards
- Miglior musical: Nominato
- Miglior libretto: Bob Fosse e Fred Ebb
- Miglior colonna sonora originale: Fred Ebb e John Kander
- Miglior attore protagonista: Jerry Orbach (Nominato)
- Miglior attrice protagonista: Chita Rivera (Nominato)
- Miglior attrice protagonista: Gwen Verdon (Nominato)
- Miglior regia: Bob Fosse (Nominato)
- Migliori coreografie: Bob Fosse (Nominato)
- Migliori scenografie: Tony Walton (Nominato)
- Migliori luci: Jules Fisher (Nominato)
- Migliori costumi: Patricia Zipprodt (Nominato)

### West End
Laurence Olivier Awards
- Miglior Musical (Nominato)
- Miglior attore protagonista: Ben Cross (Nominato)
- Miglior Attrice in un musical: Antonia Ellis (Nominato)

### Revival di Broadway
Drama Desk Award
- Miglior revival di un musical (Vinto)
- Miglior attrice protagonista in un musical: Bebe Neuwirth (Vinto)
- Miglior attore non protagonista in un musical: Joel Grey (Vinto)
- Miglior regia di un musical: Walter Bobbie (Vinto)
- Migliori coreografie: Ann Reinking (Vinto)

Tony Awards
- Miglior Revival: (Vinto)
- Miglior attore protagonista: James Naughton (Vinto)
- Miglior attrice protagonista: Bebe Neuwirth (Vinto)
- Miglior attrice in un musical: Marcia Lewis (Nominato)
- Miglior regia: Walter Bobbie (Vinto)
- Migliori coreografie: Walter Bobbie (Vinto)
- Migliori costumi: William Ivey Long (Nominato)
- Migliori luci: Ken Billington (Vinto)

### Revival del West End
Laurence Olivier Awards
- Miglior Revival di un musical (Vinto)
- Miglior attore in un musical: Henry Goodman (Nominato)
- Miglior attrice in un musical: Ute Lemper (Vinto)
- Miglior attrice in un musical: Ruthie Henshall (Nominato)
- Miglior regia: Walter Bobbie (Nominato)
- Migliori coreografie: Walter Bobbie (Nominato)
- Migliori costumi: William Ivey Long (Nominato)